# Kyrios (termine biblico)
Il termine greco Kyrios (in greco antico: Κύριος?) significa «Signore»,  e nell'uso religioso indica Dio. Esso è utilizzato sia nella Septuaginta, traduzione della Bibbia ebraica sia nella versione greca del Nuovo Testamento.

## Storia
Kyrios appare 740 volte nel Nuovo Testamento, normalmente riferito a Gesù. L'uso di Kyrios nel Nuovo Testamento è stato oggetto di dibattito tra gli studiosi moderni, ed esistono tre scuole di pensiero su questo argomento. La prima è che in base alla Septuaginta viene usata per indicare gli attributi a Gesù del Dio del Vecchio Testamento. Il ragionamento qui è, che, all'epoca della Septuaginta, durante la lettura ad alta voce, gli ebrei pronunciavano Adonai, la parola ebraica per indicare il "Signore", quando incontrarono il nome di Dio "YHWH", che è stato quindi tradotto in greco come kyrios. E i primi cristiani, la cui maggioranza parlava il greco, avevano molta familiarità con la Septuaginta. La seconda è che la prima Chiesa espanse le influenze ellenistiche che comportarono l'uso del termine. La terza è che si tratta di una traduzione dall'aramaico del titolo Mari dato a Gesù.
Nell'aramaico popolare, Mari era una forma rispettosa, ben al di sopra di "maestro" e simile a rabbi. In greco era a volte tradotto come kyrios. Mentre il termine Mari esprime il rapporto tra Gesù e i suoi discepoli durante la sua vita, il greco Kyrios rappresenta la sua signoria sul mondo intero.
Il Vangelo di Giovanni utilizza raramente Kyrios per riferirsi a Gesù durante il suo ministero, ma lo fa dopo la Resurrezione, quando, anche se al vocativo, kyrie, appare frequentemente. Il Vangelo secondo Marco non usa il termine kyrios per riferirsi a Gesù, diversamente da Paolo che lo usa 163 volte. Quando Marco usa kyrios (ad esempio in 1,3, 11,9, 12,11, ecc.) si riferisce a Dio. Marco usa comunque il termine kyrios in passaggi dove non è chiaro se si riferisca a Dio o a Gesù, come in Marco 5,19 o Marco 11,3.
Una conseguenza dell'uso di Kyrios per riferirsi a Gesù nel Nuovo Testamento è che quasi tutti i riferimenti a Dio (eccetto Dio Padre e allo Spirito Santo) possono quindi applicarsi a Gesù. Kyrios è un elemento chiave della Cristologia di Paolo di Tarso. Molti studiosi concordano sul fatto che l'uso di Kyrios, e quindi la signoria di Gesù, era precedente alle epistole paoline, ma che Paolo di Tarso ampliò ed elaborò l'uso. Più di ogni altro titolo, kyrios definiva la relazione tra Gesù e quelli che vedevano in lui il Cristo: Gesù era il loro Signore e Maestro, che doveva essere servito con tutto il cuore e che un giorno avrebbe giudicato le loro azioni di tutta la vita.
Il titolo di Kyrios per Gesù fu centrale per lo sviluppo della cristologia del Nuovo Testamento, dai primi cristiani posto al centro della loro comprensione e da quel centro cercarono di capire le altre questioni relative ai misteri cristiani.